# Arnauld Dubois
Pour les articles homonymes, voir Dubois.
Arnauld Dubois, né le 23 janvier 1842 à Vars (Corrèze) et mort le 23 février 1919 à Clermont-Ferrand (Puy-de-Dôme), est un homme politique français.

## Biographie
Après plusieurs années en Pologne comme précepteur, il revient en France au moment de la guerre de 1870. Maire de Vars, conseiller général en 1886, il est juge de paix à Meyssac. Il est député de la Corrèze de 1889 à 1893. Battu en 1893, il est nommé percepteur à Clermont-Ferrand.

## Sources
- « Arnauld Dubois », dans le Dictionnaire des parlementaires français (1889-1940), sous la direction de Jean Jolly, PUF, 1960 [détail de l’édition]